# ۴ آذر
۴ آذر دویست و پنجاهمین روز سال در گاه‌شماری خورشیدی است. به پایان سال ۱۱۵ روز (۱۱۶ روز در سال کبیسه) باقی‌است.

## رویدادها
- ۲۹۶۹ قبل از هجرت - آغاز طوفان نوح (به انگلیسی: The Great Deluge)، به روایت روزنگار اسقف جیمز آشر.
- ۳۵۵ قبل از هجرت - شهر تاریخی بیشاپور، در منطقه کازرون، طی گذشت ۶ سال، تکمیل شد.
- ۱۰۴۶ - شهر شماخی، واقع در شمال منطقه قفقاز، به وسیله یک زلزله شدید ویران شد و ۸۰ هزار نفر در این شهر را به کام مرگ فرستاد.
- ۱۳۳۴ - در پی عضویت ایران، در پیمان نظامی بغداد (سنتو)، شوروی، یادداشت شدید اللحنی را تقدیم مقامات ایرانی کرد، که این یادداشت و همچنین پاسخ ایران به این یادداشت، باعث تیرگی روابط ایران و شوروی شد.
- ۱۳۴۳ - بهای بنزین و سایر فراورده‌های نفتی و متعاقب آن نرخ تاکسی‌ها در ایران، گران شد. به همین دلیل مردم و تاکسی رانان دست به تظاهرات و اعتصاب زدند، که دولت برای عدم گسترش این اعتصابات، مجبور به ارزان کردن محصولات نفتی شد
- ۱۳۶۵ - بمباران اندیمشک
- ۱۳۹۷ - زمین‌لرزه ۱۳۹۷ سرپل ذهاب
- ۱۴۰۱ - هک خبرگزاری فارس
- ۱۴۰۱ - رقابت ۴ آذر ۱۴۰۱ تیم ملی فوتبال ایران با تیم ملی فوتبال ولز در جام جهانی فوتبال ۲۰۲۲

## زادروزها
- ۲۵۹ - ابونصر فارابی، فیلسوف و دانشمند
- ۱۳۱۳- بابک افشار، آهنگساز
- ۱۳۳۲- ثریا حکمت، بازیگر
- ۱۳۵۴ - کامران جعفری، خواننده
- ۱۳۷۵- علی شادمان، بازیگر

## درگذشت‌ها
- ۱۳۴۵ - جبار باغچه‌بان، شاعر، نویسنده و بنیانگذار اولین مدرسه ناشنوایان (زاده ۱۲۶۴)
- ۱۳۵۶ - منوچهر اقبال، زمانی نخست‌وزیر محمدرضا شاه بود
- ۱۳۶۷ - کاظم سامی، سیاستمدار اهل ایران، اولین وزیر بهداشت ایران انقلاب ۱۳۵۷، (زاده ۱۳۱۴)
- ۱۳۷۳ - علی‌اکبر سعیدی سیرجانی، ادیب، پژوهشگر و نویسنده (زاده ۱۳۱۰)
- ۱۳۹۹ - کامبوزیا پرتوی، فیلمنامه‌نویس و کارگردان (زاده ۱۳۳۴)
- ۱۴۰۲ - بیتا فرهی، بازیگر

## مناسبت‌ها
- بوسنی و هرزگوین - روز ملی.
- سورینام - روز استقلال.
- روز جهانی رفع خشونت علیه زنان.